# Gholamali Bajandor
Gholamali Bajandor (pers. غلام علي بايندر, ur. 13 grudnia 1898 w Teheranie, zm. 25 sierpnia 1941 w Chorramszahr) – kontradmirał i pierwszy dowódca Cesarskiej Marynarki Wojennej Iranu.
Urodził się w Teheranie, lecz jego przodkowie wywodzili się z Bijaru w Kurdystanie.
Piastował stanowisko dowódcy marynarki wojennej od 5 listopada 1933 do 25 sierpnia 1941 roku. Poległ podczas działań wojennych w trakcie brytyjsko-radzieckiej inwazji na Iran. Osobiście dowodził oddziałami broniącymi irańskich wybrzeży w Chorramszahr i zginął w akcji „bohaterską śmiercią”. Komandor Cosmo Graham, który służył jako starszy oficer marynarki Royal Navy w Zatoce Perskiej, napisał, że „wszyscy, którzy go znali, żałowali jego śmierci. Był inteligentny, zdolny i wierny Persji”.
Jego imieniem nazwano irańską korwetę „Bajandor”, która została wprowadzona do służby w 1964 roku i jest nadal używana.